# Olof Hjalmar Humble

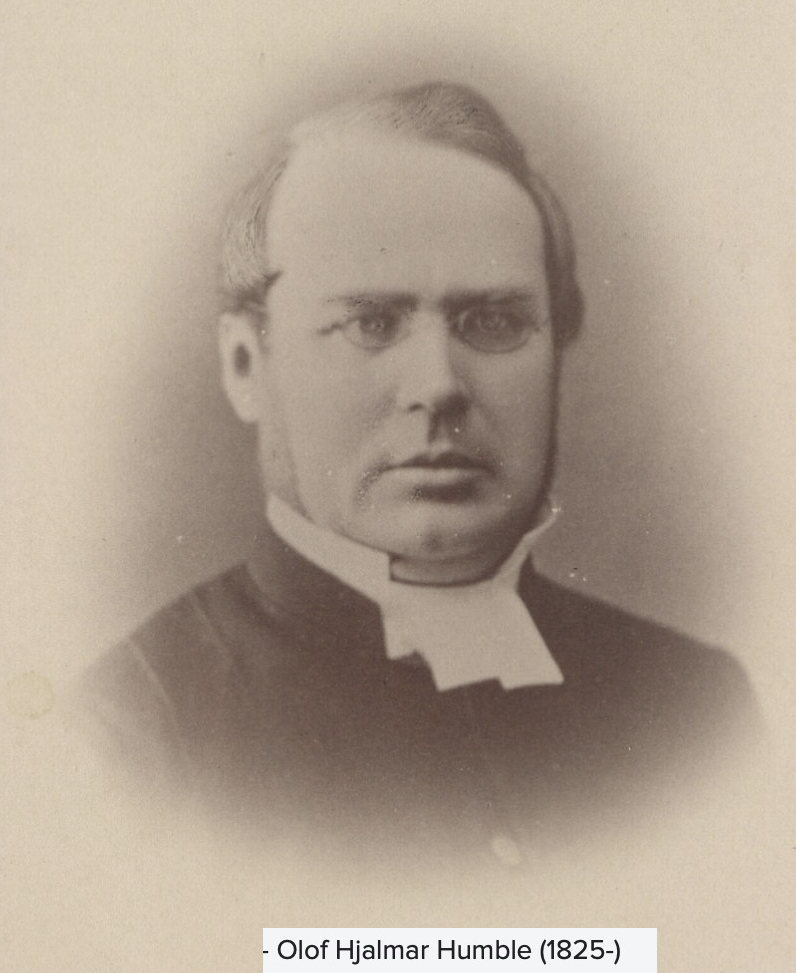
Olof Hjalmar Humble.

Olof Hjalmar Humble, född den 23 april 1825 i Edebo socken, Stockholms län, död den 13 december 1904 i Ovansjö socken, Gävleborgs län, var en svensk präst. Han var far till Olof Abraham Humble.
Humble blev student vid Uppsala universitet 1844 och avlade filosofie kandidatexamen där 1850. Han promoverades till filosofie magister 1851. Humble blev kollega vid provskolan i Gävle 1852 och adjunkt vid högre allmänna läroverket i Gävle 1858. Han prästvigdes 1855 och blev kyrkoherde i Ovansjö församling 1869. Humble var kontraktsprost 1890–1899. Han promoverades till jubeldoktor 1901.